# Lægebetonie
Lægebetonie (Stachys officinalis), ofte skrevet læge-betonie og også kaldet lægegaltetand, er en flerårig urt med en opret eller opstigende vækst. Planten indeholder garvestoffer og æteriske olier, og har været anvendt som lægeplante. Den vokser meget sjældent som vildtvoksende i Danmark i f.eks egekrat. Ofte kaldes den blot betonie.

## Beskrivelse
Stænglerne er firkantede og svagt behårede. Planten danner først en grundstillet bladroset, men senere skyder stænglerne frem med modsatte blade. De er ovale eller ægformede med groft takket rand. Oversiden er blank, mørkegrøn og rynket, mens undersiden er noget lysere og svagt håret.
Blomstringen sker i juli-august, hvor man finder blomsterne siddende i tætte kranse ved bladfæsterne. De er vinrøde eller rødviolette og uregelmæssige. Frugterne spaltes i nødagtige delfrugter.
Rodnettet består af krybende jodstængler med mange trævlede rødder.
Højde x bredde og årlig tilvækst: 0,80 x 0,40 m (80 x 40 cm/år), heri ikke medregnet skud fra jordstænglerne.

## Hjemsted
Arten er udbredt i Nordafrika, Lilleasien, Kaukasus, det vestlige Sibirien og det meste af Europa. I Danmark er den blevet meget sjælden og findes nu kun vildtvoksende på Lolland, hvor den er rødlistet. Arten er naturaliseret i Nordamerika. Den foretrækker voksesteder, som er letskyggede, fugtige og neutrale eller kalkrige, men magre jordtyper. I Danmark kan det være egekrat, vejkanter eller skrænter.
På Castlemorton Commons i Malvern Hills nær Welland i Worcestershire (England) findes den sammen med bl.a. aftenpragtstjerne, agermynte, alm. agermåne, alm. akeleje, angelik, alm. fingerbøl, fjerbregne, hjertegræs, djævelsbid, engforglemmigej, gul fladbælg, hamphjortetrøst, knoldet brunrod, krybende læbeløs, kærtidsel, lancetvejbred, liden tvetand, lægeærenpris, prikbladet fredløs, sorthovedknopurt, storblomstret kodriver og tormentil. 

## Indholdsstoffer
Planten indeholder garvestoffer først og fremmest stachydrin. Desuden indeholder den æteriske olier som betonicin, turicin, cholin og flere alkaloider.

## Anvendelse
Hildegard af Bingen omtaler denne plante som virksom mod søvnbesvær og menstruationssmerter. Den har i øvrigt været meget brugt som en næsten universelt virkende lægeplante.
| Portal | Portal:Botanik |